# هاري تشادويك
هاري تشادويك (بالإنجليزية: Harry Chadwick)‏ (25 يناير 1919 بأولدهام في المملكة المتحدة - 2 ديسمبر 1987) هو لاعب كرة قدم بريطاني (وحمل سابقاً جنسية المملكة المتحدة لبريطانيا العظمى وأيرلندا) في مركز جناح ‏. لعب مع غريمسبي تاون ونادي ترانمير روفرز لكرة القدم.